# منطقة دبي للتعهيد
منطقة دبي للتعهيد (بالإنجليزية: Dubai Outsource Zone)‏ أعلنت مدينة دبي للإنترنت عن إطلاقها لتصبح أول منطقة متخصصة بهذا النوع من الأعمال في العالم، و«التعهيد» تعبير اصطلاحي المقصود منه نموذج أعمال انتجه التطور الكبير الذي يشهده العالم في مجال الأعمال الإلكترونية، حيث يعني هذا المصطلح أن تعهد أية مؤسسة أو شركة بجزئية من أعمالها الداخلية إلى مؤسسة أخرى متخصصة تتولى عنها إدارة هذه الجزئية أو المهمة بقدر أكبر من الفعالية، يسمح للأولى بالتركيز على محور أعمالها الرئيسية.

## خدمات منطقة دبي للتعهيد
تأسست في عام 2007،.ومن الخدمات التي تقدمها :

- تتيح بنية تحتية متكاملة لخدمات التعهيد
- تتخصص في توفير مصادر خارجية تُعنى بتقديم خدمات متنوعة لإدارة مختلف مراحل الأعمال
- تقدم الدعم ومراكز الاتصال ومراكز البيانات ومكاتب العمل الخلفية
- تقدم قاعات عقد الاجتماعات ومساحات مشتركة مخصصة لجميع أنواع الأعمال، ومخازن
- تقدم مساحات مجهزة لعقد الفعاليات
- تقدم الدعم التشغيلي للشركات مثل إجراءات التراخيص التجارية والتسجيل وتأشيرات العمل.
- تتيح بيئة أعمال فريدة من نوعها نابضة بالحياة متعددة الثقافات،
- تنظم فيها فعاليات وأنشطة رياضية وورش العمل والدورات التدريبية.

وتُعدّ مدينة دبي للتعهيد الوجهة المفضّلة لأكثر من 80 عميلاً، بما في ذلك أبرز الشركات في القطاع مثل طيران الإمارات و"إنترجلوب" وبنك أبو ظبي التجاري ومجموعة "كوبولا" وغيرها الكثير.

## روابط خارجية
الموقع الرسمي لمدينة دبي للتعهيد